# Pauline Potts
Pauline "Polly" Potts (1926 i Keyesport, Illinois – 4. juni 2013 i Scottsdale, Arizona, USA) var en oberst i det amerikanske flyvevåben med en kandidatgrad i naturvidenskab (svarende til Cand.scient.), fra Southern Illinois University samt uddannet ved Medical Field Services School, Fort Sam Houston, Texas med fysioterapi som speciale.
Potss er kendt for opfindelsen af træningsmetoden aerobic, som hun udviklede i samarbejde med Kenneth H. Cooper samt var fysisk træner for astronauterne, som deltog i Mercury-programmet.